# Jean-Claude Borelly
Jean-Claude Borelly (2 juli 1953) is een Franse trompettist, die succesvol was in Europa, Zuid-Amerika en Japan.

## Carrière
Op 7-jarige leeftijd ontdekte Jean-Claude Borelly zijn liefde voor de trompet, toen hij Louis Armstrong zag op de televisie. Later volgde Borelly een opleiding bij een trompettist, die werkzaam was bij de Parijse opera. In 1972 werd hij professioneel muzikant en trad hij op in talrijke Parijse cabarets.
De doorbraak kwam in 1975 met de single Dolannes Melodie, die de toppositie bereikte in de singlehitlijsten van Duitsland (4 weken), Oostenrijk (4 weken) en Zwitserland (14 weken). Later kon hij echter in de Duitstalige regio het grote commerciële succes van deze single niet meer evenaren. Het nummer werd gecomponeerd door Olivier Toussaint en Paul de Senneville en was de soundtrack voor de film Un linceul n'a pas de poche. De song werd in de categorie Beste Filmmuziek genomineerd voor een César.
In 1976 werd Concerto de la Mer, de opvolger van de Dolannes Melodie, een verdere hit in Frankrijk. Van 1977 tot 1984 maakte hij tournees in meerdere landen (Duitsland, Zuid-Amerika, Japan en Mexico. Van 1985 tot 1986 trad hij wekelijks op met zijn orkest, dat hem ook begeleidde tijdens zijn tournees, in het programma Cadence 3 bij de Franse zender France 3. Met de opmerkelijke show Trompette de feu trok Borelly met zijn orkest door 60 Franse steden. Tijdens deze show verbond hij zijn trompetspel met vuurwerk en lasershows. De New Yorkse zakenman Warner LeRoy bood Borelly een optreden aan in zijn restaurant Tavern on the Green in Central Park en hij bood Borelly ook meerdere optredens aan in veel Amerikaanse steden als Miami, Boston, San Diego en Dallas, waarmee hij akkoord ging.
Zijn succes in de Verenigde Staten steeg. Van 1995 tot 2000 trad hij op in Las Vegas. Desondanks kon hij nooit een album of single plaatsen in de Billboard Hot 100. In 2001 speelde hij de filmmuziek voor de Franse komedie La Grosse émission. In 2002 speelde hij de filmmuziek voor de Franse komedie Comédie the Story. Het daaropvolgende jaar maakte hij samen met Michaël Youn de soundtrack voor de Franse komedie La Bueze. Vanaf juni 2006 ging hij weer op tournee. Het bijzondere aan deze tournee was, dat hij optrad in kerken en kathedralen in Frankrijk, zoals Amiens, Lourdes en Péronne. Tijdens de concerten zongen meerdere zangers en zangeressen en Borelly begeleidde hen met de trompet. Ze zongen gospelmuziek, werken uit de klassieke muziek en filmmuziek.

## Discografie

### Singles
- 1975:	Dolannes Melodie
- 1976: Concerto de la Mer
- 1976: Serenade
- 1977: Eine kleine Nachtmusik
- 1979: Above The Clouds

### Albums
- 1976:	Dolannes Melodie (met Stoppy Markus)
- 1979:	Midnight Melody
- 1980: Profile
- 1981: Richard Clayderman/Jean-Claude Borelly (met Richard Clayderman)
- 1982: Solo for Trumpet
- 1986: Terre del soleil
- 1991: Le Succes Du Top
- 1995: Collection: Jean Claude Borelly
- 1997: For Happy Hours Lovers, Vol. 4
- 2003: Merveilles Monde de Trompette
- 2003: La Mélodie du Lac d'Amour
- 2005: Las Vegas... A Paris

- Bibliothèque nationale de France: cb13891691v (data)
- Gemeinsame Normdatei: 134333675
- International Standard Name Identifier: 0000 0000 5513 8585
- MusicBrainz: 0b592e94-bab6-4af6-9469-4c84dd8e8bb6
- Système universitaire de documentation: 131272314
- Virtual International Authority File: 29717307
- WorldCat: E39PBJd3MHfGPRPDHMKgmb9v73